# Elecciones al Parlamento Europeo de 1999 (Suecia)
En las elecciones al Parlamento Europeo de 1999 en Suecia, celebradas en junio, se escogió a los 22 representantes de dicho país para la quinta legislatura del Parlamento Europeo.

## Resultados
| Datos de participación | Datos de participación | Datos de participación |
| ---------------------- | ---------------------- | ---------------------- |
| Censo electoral        | 6.664.205              | 100%                   |
| Votantes               | 2.588.514              | 38,8                   |
| Abstención             | 4.075.691              | 61,2                   |
| A candidatura          | 2.529.437              |                        |

| ← Elecciones al Parlamento Europeo de 1999 → |         |       |         |
| Partido                                      | Votos   | %     | Escaños |
| Partido Socialdemócrata Obrero de Suecia (S) | 657.497 | 25,99 | 6       |
| Partido Moderado (M)                         | 524.755 | 20,75 | 5       |
| Partido de la Izquierda (V)                  | 400.073 | 15,82 | 3       |
| Partido Popular Liberal (FP)                 | 350.339 | 13,85 | 3       |
| Partido Verde (MP)                           | 239.946 | 9,49  | 2       |
| Demócratas Cristianos (KD)                   | 193.354 | 7,64  | 2       |
| Partido de Centro (C)                        | 151.442 | 5,99  | 1       |
| Demócratas de Suecia (SD)                    | 8.568   | 0,34  | 0       |
| Rättvisepartiet Socialisterna (RPS)          | 1.430   | 0,06  | 0       |
| Otros partidos                               | 1.125   | 0,04  | 0       |
| Partiet för naturens lag (NL)                | 435     | 0,02  | 0       |
| Partido Obrero Europeo (EAP)                 | 99      | 0,00  | 0       |
| Allianspartiet (AP)                          | 75      | 0,00  | 0       |
| Hej du partiet (HDP)                         | 72      | 0,00  | 0       |
| Vikingapartiet Sverige ut ur EU (VP)         | 64      | 0,00  | 0       |
| Strandskyddspartiet (SSP)                    | 47      | 0,00  | 0       |
| Republicanos (REP)                           | 33      | 0,00  | 0       |
| Kommunistiska Förbundet (KF)                 | 32      | 0,00  | 0       |
| Oberoende Liberaler (OL)                     | 24      | 0,00  | 0       |
| Älta Skol- och Idrottsparti (ÄSI)            | 21      | 0,00  | 0       |
| Dust (DU)                                    | 3       | 0,00  | 0       |
| Crisis (CR)                                  | 3       | 0,00  | 0       |